# Zdzisław Hoffmann
Zdzisław Hoffmann (* 27. srpna 1959, Świebodzin) je bývalý polský atlet, jehož specializací byl trojskok.

## Kariéra
Jeho životním úspěchem bylo vítězství v trojskoku na mistrovství světa v Helsinkách v roce 1983. Startoval na olympiádě v Moskvě v roce 1980, kde skončil v kvalifikaci. Na světovém šampionátu v Římě v roce 1987 skončil mezi trojskokany dvanáctý. Osobní rekord 17,53 metru si vytvořil v roce 1985 v Madridu.